# Akira Kono
Akira Kono (河野•昭?; Uwajima, 11 settembre 1929 – 25 dicembre 1995) è stato un ginnasta giapponese, vincitore della medaglia d'argento nel concorso a squadre a Melbourne 1956 insieme a Masami Kubota, Masao Takemoto, Nobuyuki Aihara, Shinsaku Tsukawaki e Takashi Ono.
Negli stessi giochi si classificò 13ª alla sbarra, 15ª agli anelli, 16ª nel corpo libero, nelle parallele simmetriche e nel concorso individuale, 20ª nel cavallo con maniglie e 33ª nel volteggio.

## Palmarès
- Giochi olimpici

Melbourne 1956: argento nel concorso a squadre.